# Municipio de San Juan Bautista Tuxtepec
El municipio de San Juan Bautista Tuxtepec es uno de los quinientos setenta municipios que conforman el estado de Oaxaca, México. Se localiza en la región de Tuxtepec, en el distrito de Tuxtepec.

## Geografía
El municipio se encuentra localizado en el extremo noreste del estado de Oaxaca y en sus límites con el de Veracruz de Ignacio la Llave, pertenece a la región del Papaloapan y el distrito de Tuxtepec. Tiene una extensión territorial de 879.817 kilómetros cuadrados y sus coordenadas extremas son 17° 47' - 18° 19' de latitud norte y 95° 51' - 96° 19' de longitud oeste y su altitud va de 0 a 500 metros sobre el nivel del mar.
El municipio tiene límites al noroeste con el municipio de San Miguel Soyaltepec, al oeste con el municipio de San Lucas Ojitlán y al sur con el municipio de Santa María Jacatepec y el municipio de San José Chiltepec y al extremo sureste con el municipio de Santiago Jocotepec y el municipio de Loma Bonita, con el resto del territorio de este último municipio también limita al noreste.
Tiene frontera con el estado de Veracruz al norte y al sureste, al norte sus límites les corresponden al municipio de Tres Valles, el municipio de Cosamaloapan de Carpio, el municipio de Otatilán y el municipio de Tlacojalpan y al suroeste con el municipio de Playa Vicente.

## Demografía
El municipio de San Juan Bautista Tuxtepec, Oaxaca, de acuerdo al Censo de Población y Vivienda 2010, tiene una población total de 155,766 habitantes.

### Localidades
| Localidad                  | Población |
| Total Municipio            | 155 766   |
| San Juan Bautista Tuxtepec | 101 810   |
| San Bartolo                | 3 372     |
| Benemérito Juárez          | 3 140     |
| Pueblo Nuevo Papaloapan    | 2 311     |
| Papaloapan                 | 2 302     |
| Bethania                   | 2 147     |
| huerta loca                | 1 560     |
| Agua Fría Papaloapan       | 1 536     |
| La Mina                    | 1 480     |
| Arroyo Limón               | 1 389     |
| San Francisco Salsipuedes  | 1 339     |
| Macín Chico                | 1 195     |
| Paso Canoa                 | 1 155     |
| Santa Teresa Papaloapan    | 1 016     |

## Política

### Representación legislativa
Para la elección de diputados locales al Congreso de Oaxaca y de diputados federales a la Cámara de Diputados federal, el municipio de San Juan Bautista Tuxtepec se encuentra integrado en los siguientes distritos electorales:
Local:
- Distrito electoral local de 2 de Oaxaca con cabecera en San Juan Bautista Tuxtepec.[4]

Federal:
- Distrito electoral federal 1 de Oaxaca con cabecera en San Juan Bautista Tuxtepec.[5]

## Presidentes municipales
| Nombre                       | Período     | Partido |
| ---------------------------- | ----------- | ------- |
| Diego Francisco Pacheco Cruz | 1999 - 2001 |         |
| Eviel Pérez Magaña           | 2002 - 2003 |         |
| César Torres Loyo            | 2003 - 2004 |         |
| Salvador Santos Sierra       | 2005 - 2007 |         |
| Gustavo Pacheco Villaseñor   | 2008 - 2010 |         |
| José Manuel Barrera Mojica   | 2011 - 2013 |         |
| Antonio Sacre Rangel         | 2014 - 2016 |         |
| Fernando Bautista Dávila     | 2017 - 2018 |         |
| Fernando Bautista Dávila (†) | 2019 - 2020 |         |
| Noé Ramírez Chávez           | 2020 - 2021 |         |
| Irineo Molina Espinoza       | 2022 - 2024 |         |
| Fernando Huerta Cerecedo     | 2025 - 2027 |         |

## Cultura
La cultura es una actividad en constante desarrollo. Las formas de cultura más representativas de la región son la jarocha, la chinanteca y la mazateca. La Primera fue mayoritaria durante los siglos XIX y XX sin embargo con la construcción de las presas cada vez han llegado más indígenas al municipio, generando colonias periféricas y marginales (chinanteco y mazateco) en un choque cultural sin precedentes. El baile tradicional Flor de Piña, es el baile que el turismo internacional identifica con la Región de Tuxtepec en los Lunes del Cerro, durante el festejo de la Guelaguetza en la ciudad de Oaxaca de Juárez.

### Fiestas y tradiciones
El 24 de junio se celebra en muchos lugares de la cuenca el día de San Juan Bautista, santo patrono local asociado con las aguas, pues debe recordarse que Tuxtepec es todavía una ciudad pluvial y durante el siglo XIX y parte del XX circularon por sus muelles los barcos de vapor entrando y sacando mercaderías por el puerto de Alvarado, Ver tan importante como los productos indígenas que compraban y transportaban como el tabaco que le dieron fama a la región. La catedral de San Juan Bautista Tuxtepec Oaxaca se considera emblemática de la cultura jarocha desde su fundación en el siglo XIX en vías desaparecer ya que actualmente solo el 3% de la población total se identifica como jarocha , siendo mayoritariamente indígena la cultura. Por ello se realizan concursos de decimeros, sones y huapangos del sotavento entre conocidos porque nunca han sido una gran comunidad  dentro de la ciudad, cabalgatas, corridas de toros, carreras de caballos, ferias con juegos mecánicos, y serenatas. La máxima fiesta comercial de la ciudad es La Expo Feria Tuxtepecana que se lleva a cabo de manera anual en las Fiestas de Mayo, que aunque no tienen ningún significado tradicional es donde se realizan las mayores actividades promocionales y de entretenimiento.
Teniendo sede en el Recinto Ferial de Tuxtepec dentro de otras tradiciones, se encuentra la celebración de las efemérides nacionales, fiestas nacionales, sociales, religiosas propias y adoptadas. La tradición del Día de Muertos ha decaído en la ciudad, pero es celebrado con mayor fervor en las localidades y rancherías menores. Es costumbre de toda la cuenca del Papaloapan incluyendo a los estados de Veracruz y de Tabasco celebrar la rama y la quema del viejo en diciembre; donde además se hace el encendido de velas en frente de las casas el 12 y las faroladas, estás últimas en conmemoración del aniversario de la Tragedia de Tuxtepec, el 30 de febrero.[cita requerida]

### Baile Regional (Flor de Piña)
El baile regional es dedicado al turismo por parte de la región de Tuxtepec es Flor de Piña, que desde su creación en 1958, es un bailable característico con indumentaria indígena y coreografía moderna, que tiene anualmente su máxima representación en las fiestas del Lunes del Cerro o Guelaguetza; que por su colorido se ha convertido en uno de los favoritos de la audiencia tanto nacional como internacional. La representación de la alegría de la mujer por la buena cosecha de piña es el tema principal del bailable Flor de Piña.
Por su ubicación geográfica al encontrarse dentro de la Región cuenca del Papaloapan, en esta región se hace una amalgama de las culturas Jarocha y Oaxaqueña,
El Son Jarocho se extendió por toda la Cuenca del Papaloapan tanto Veracruzana como Oaxaqueña, el son y la idioscincracia jarocha es la raíz cultural de la región, mientras que Flor de piña, le fue adaptado para representar a Tuxtepec en la Guelaguetza, pues carecía de un bailable oaxaqueño.

### Charrería
La charrería en Tuxtepec es una de las actividades más arraigadas en la región y muy practicada entre las familias económicamente prominentes de la ciudad; siendo de importancia mencionarlo en vista que la región ha organizado numerosos eventos a nivel nacional de este deporte, teniendo como inmueble al Lienzo Charro Tuxtepecano; que es además, sede de la Asociación de Charros de la Cuenca del Papaloapan.

### Música
La historia de Tuxtepec, data desde principios del siglo XIV, por ende el principio musical en esta región se trató de los sonidos que emitían los Idiófonos, Membranófonos y Aerófonos, que en ese entonces y en la actualidad usaban los mazatecos para consumar sus ritos. Esta música si bien ha perdurado, como tradición y raíz de estas poblaciones étnicas, en la época de la independencia con la llegada de los españoles; el ámbito musical se enriqueció un poco más dándole la bienvenida a géneros como la marcha, jarabe y opera, aunque ninguno de ellas fue aceptado por nuestros ancestros. No existen datos históricos sobre la música durante finales del siglo XIX y principios del XX, pero en la actualidad en esta ciudad,
perduran géneros musicales de aquella época, sumándose a la música de nuestros ancestros, la música cuenqueña, música jarocha, cantares, décimas musicales, rimas y cantos tradicionales adoptados como lo es el
famoso, en la zona del sur, la canción de la rama con sus diferentes versiones y versos en cada entidad de la zona del Papaloapan.